# Railroad Tycoon
Railroad Tycoon eller Sid Meier's Railroad Tycoon är det första datorspelet i Railroad Tycoon-serien. Spelet är utvecklat för MS-DOS. Det utvecklades av Sid Meier och gavs ut år 1990 av Microprose.
Spelet är ett strategispel som går ut på att driva järnvägsföretag. Det finns scenarier för Västra USA, Nordöstra USA, Storbritannien och Kontinentala Europa.
År 1993 gavs en uppdaterad version ut, Sid Meier's Railroad Tycoon Deluxe, med förbättrad grafik och fler scenarier. Scenarier som tillkom var Afrika och Sydamerika.
Sid Meier's Railroad Tycoon Deluxe finns sedan 2006 att ladda ner gratis.

## Mottagande
Vid utgivningen 1990 utsågs Railroad Tycoon till ett av de bästa spelen under året.